# Campyloneurus trispeculatus
Campyloneurus trispeculatus är en stekelart som beskrevs av Günther Enderlein 1920. Campyloneurus trispeculatus ingår i släktet Campyloneurus och familjen bracksteklar. Inga underarter finns listade.